# Úszórécék

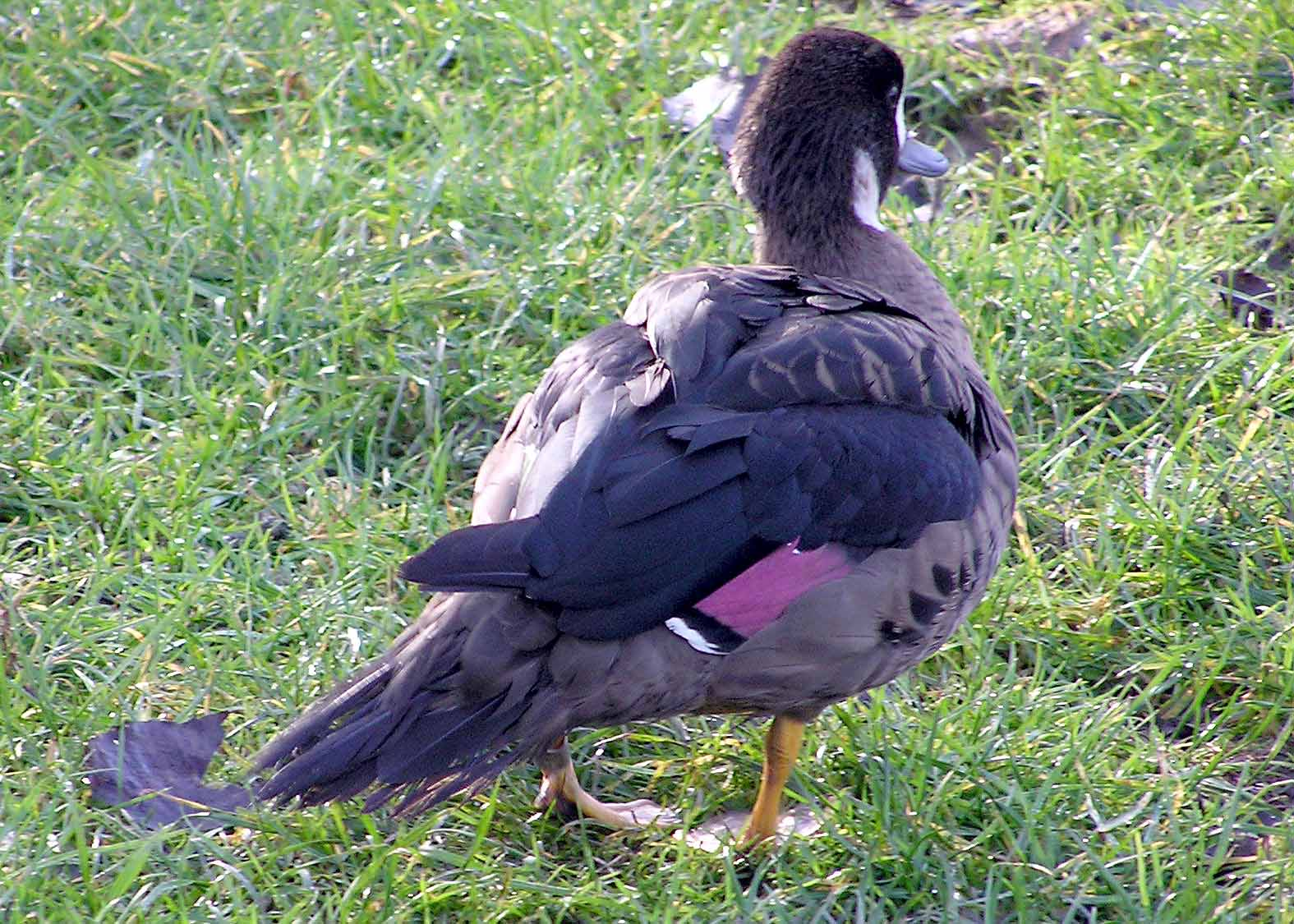
Szemüveges réce (Speculanas specularis)

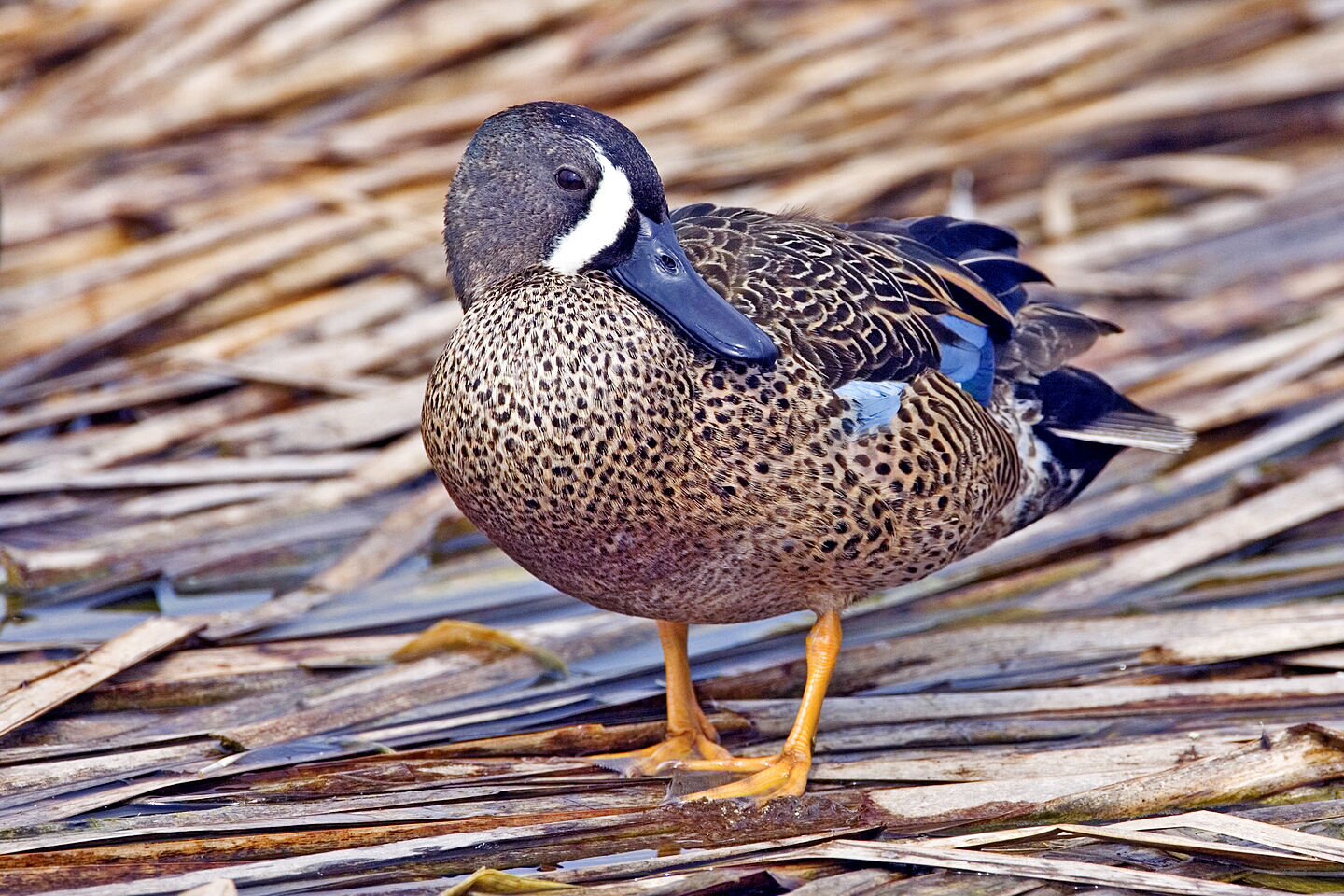
Kékszárnyú réce (Anas discors)

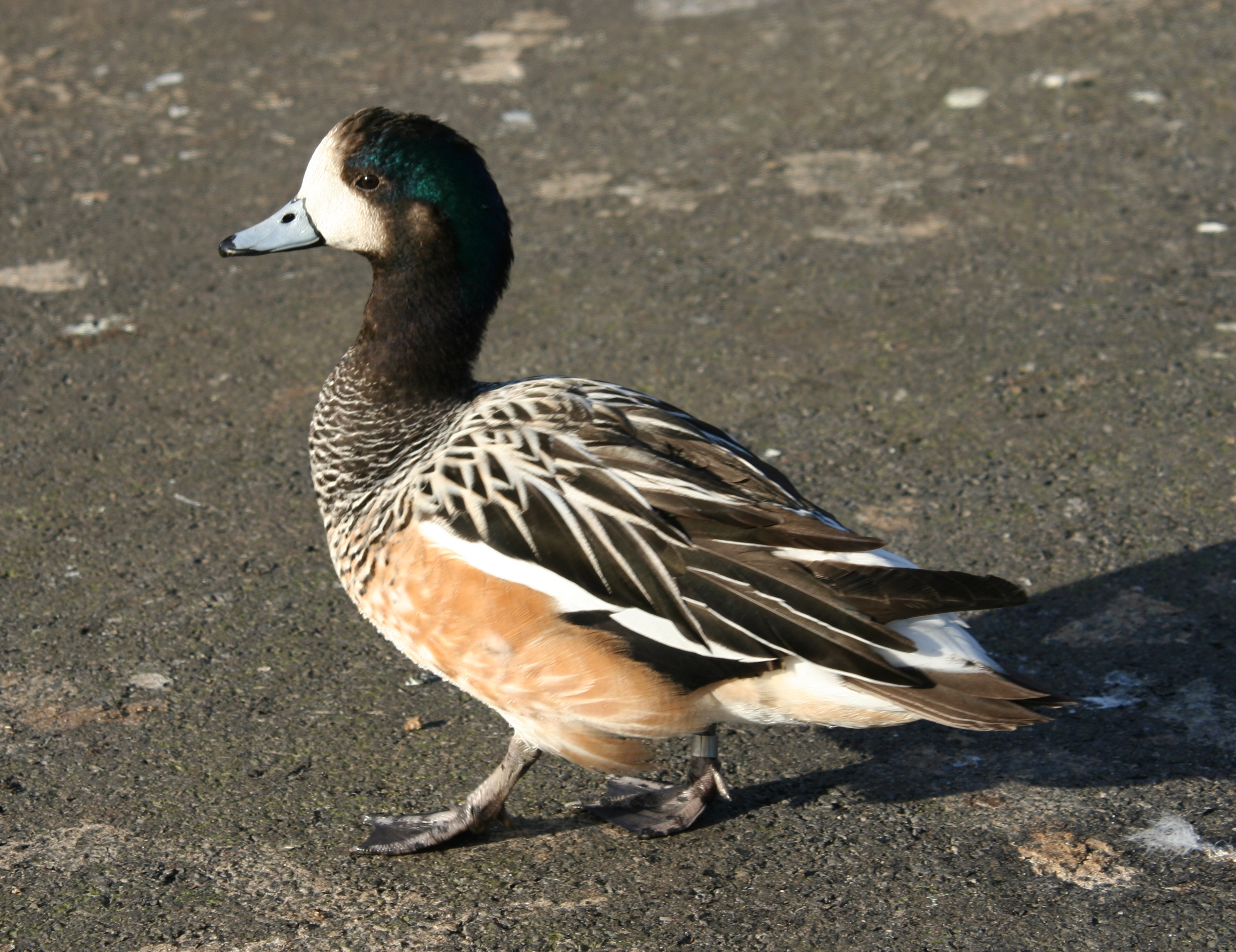
Chilei fütyülőréce (Anas sibilatrix)

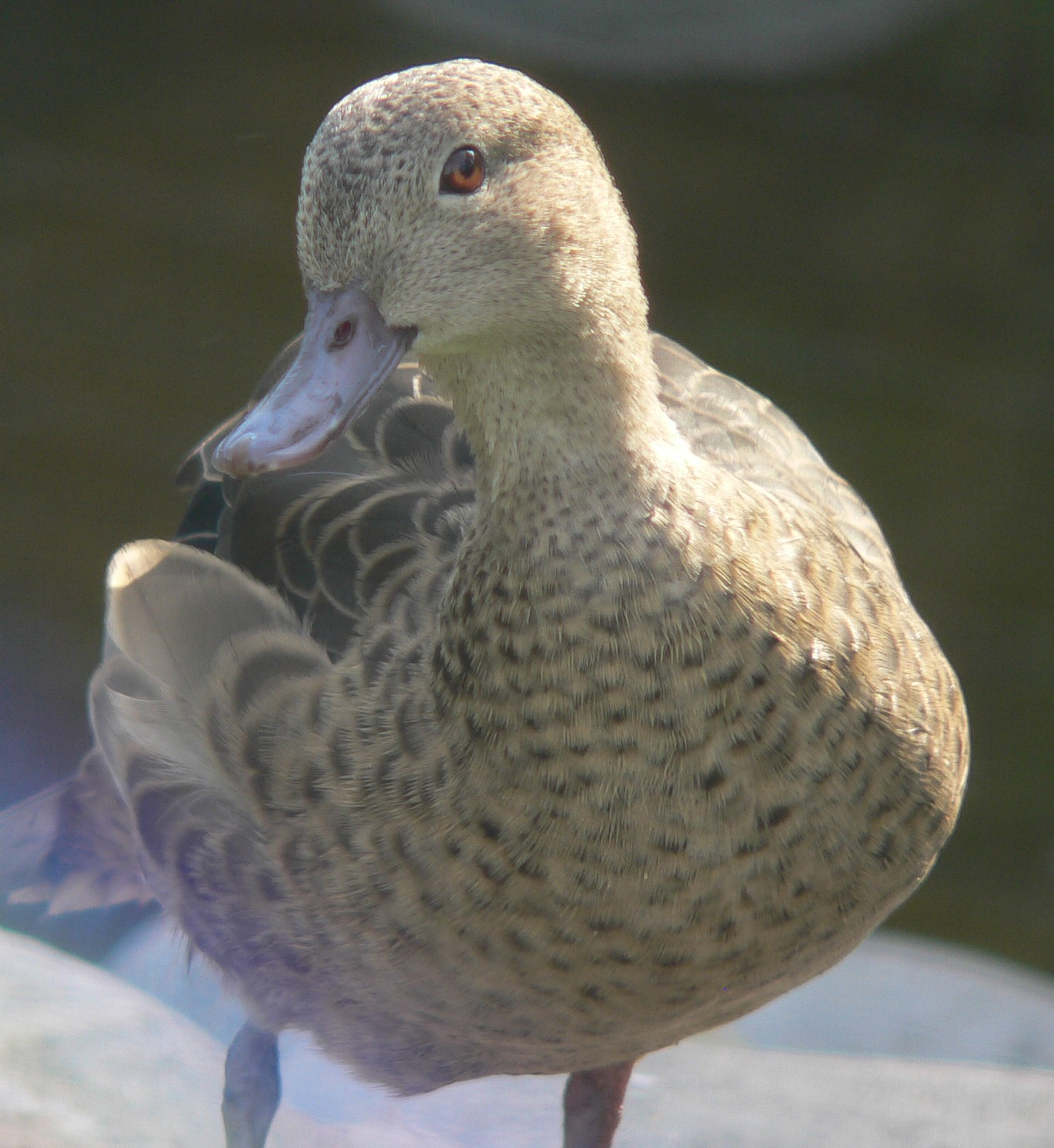
Bernier-réce (Anas bernieri)

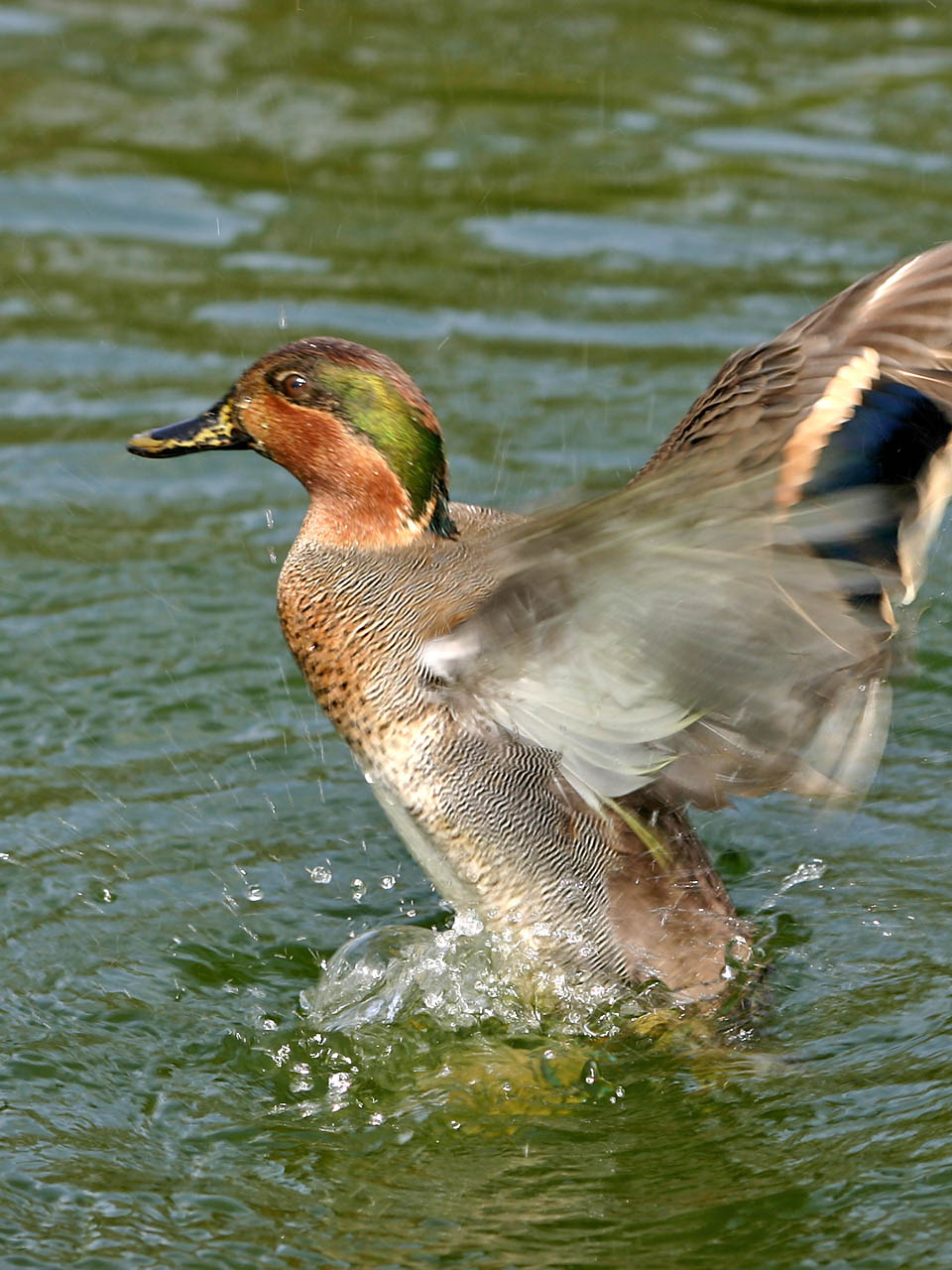
Csörgő réce (Anas crecca)

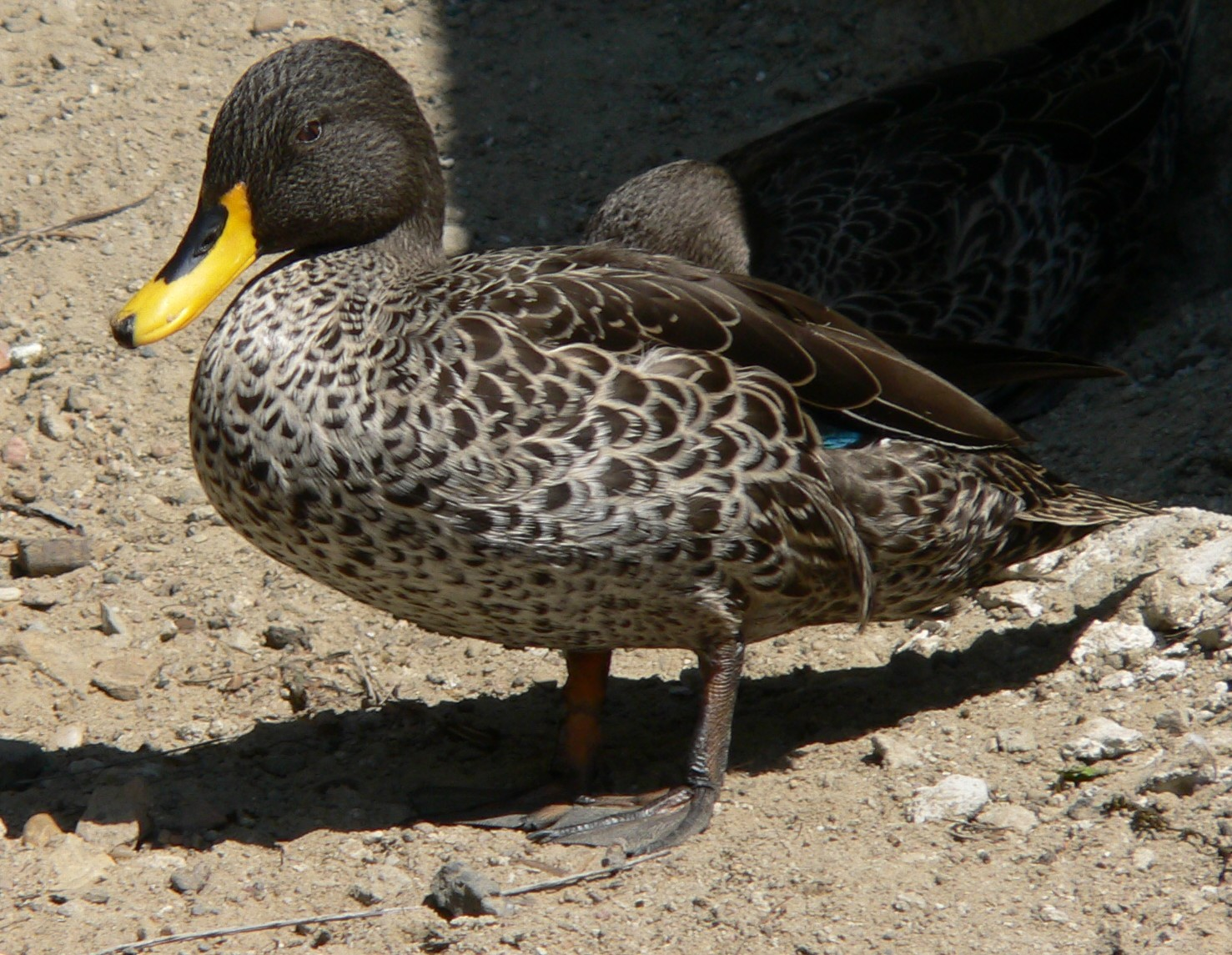
Sárgacsőrű réce (Anas undulata)

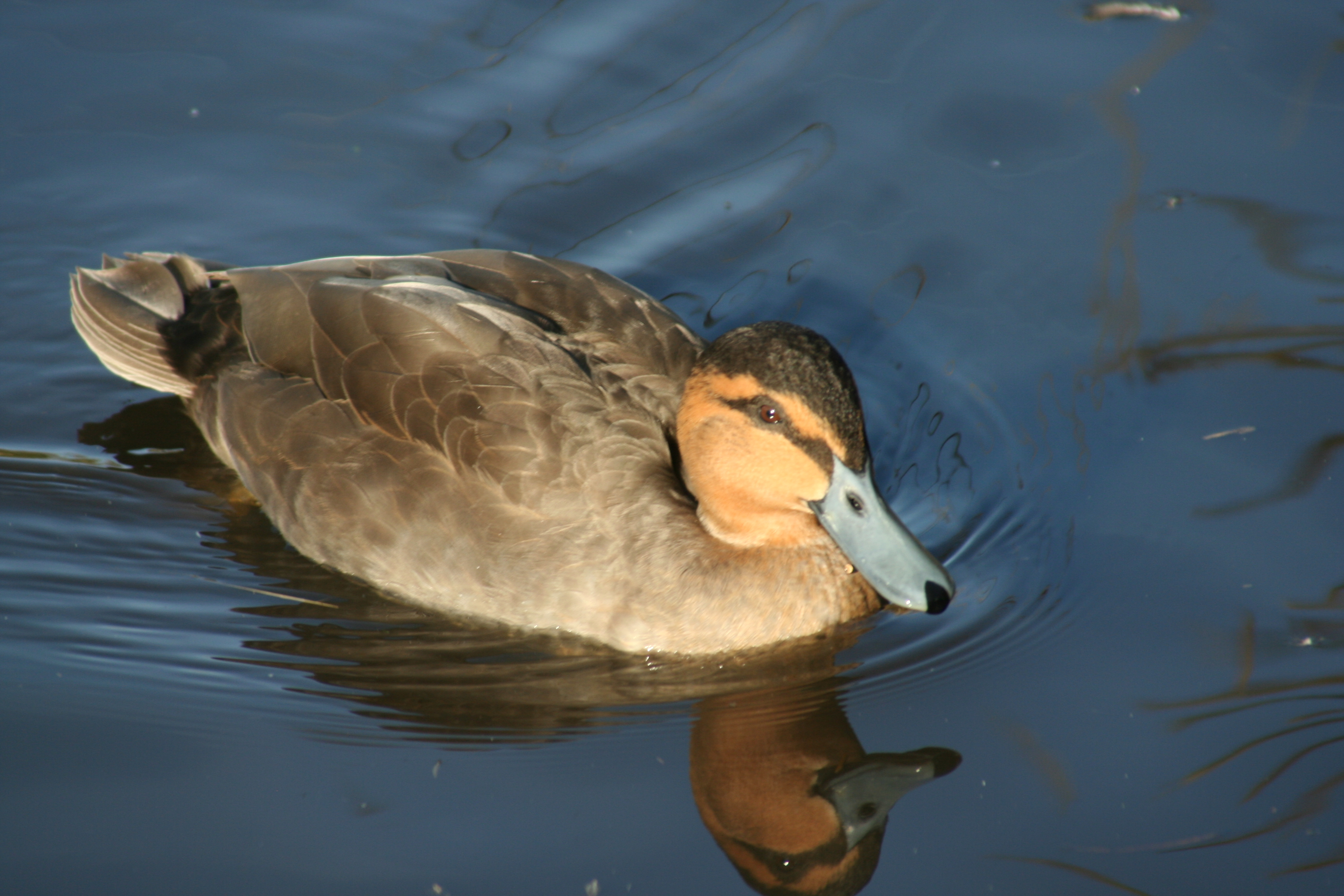
Fülöp-szigeteki réce (Anas luzonica)

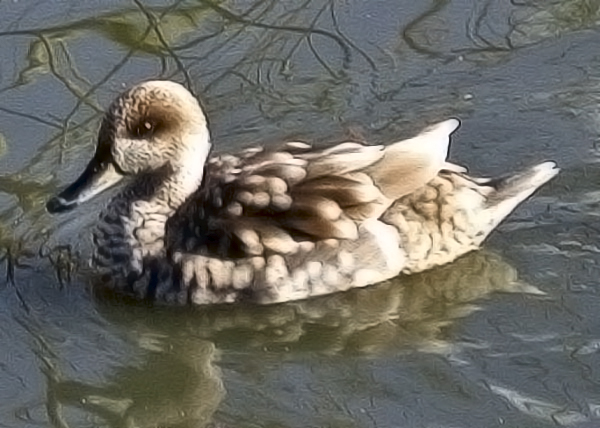
Márványos réce (Marmaronetta angustirostris)

Az úszórécék (Anatini) a madarak osztályának lúdalakúak (Anseriformes) rendjébe, a récefélék (Anatidae) családjába, azon belül a réceformák (Anatinae) alcsaládjába tartozó nemzetség.

## Rendszerezés
A nemzetségbe a következő nemek és fajok tartoznak:
- Chendytes (Miller, 1925) – régen kihalt fajok
  - (Chendytes lawi)
  - (Chendytes milleri)

- Spatula (Boie, F. 1822) - 10 faj 
  - böjti réce (Spatula querquedula)
  - hottentotta réce (Spatula hottentota)
  - ezüstréce (Spatula versicolor)
  - ezüstcsőrű réce (Spatula puna)
  - kékszárnyú réce (Spatula discors)
  - fahéjszínű réce (Spatula cyanoptera)
  - fokföldi kanalasréce (Spatula smithii)
  - argentin kanalasréce (Spatula platalea)
  - ausztráliai kanalasréce (Spatula rhynchotis)
  - kanalas réce (Spatula clypeata)

- Mareca (Stephens, 1824) – fütyülő récék, 5 élő és 1 régen kihalt faj
  - fütyülő réce (Mareca penelope)
  - álarcos réce (Mareca americana)
  - chilei fütyülőréce (Mareca sibilatrix)
  - amszterdam-szigeti réce (Mareca marecula)
  - kendermagos réce (Mareca strepera)
  - sarlós réce (Mareca falcata)

- Lophonetta (Riley, 1914) – copfos récék, 1 faj
  - copfos réce (Lophonetta specularioides)

- Speculanas (von Boetticher, 1929 – szemüveges récék, 1 faj
  - szemüveges réce (Speculanas specularis)

- Amazonetta (Boetticher, 1929) – amazonasi récék, 1 faj
  - amazonasi réce (Amazonetta brasiliensis)

- Sibirionetta (Boetticher, 1929) – cifra réce, 1 faj
  - cifra réce (Sibirionetta formosa)

- Anas (Linnaeus, 1758) – úszórécék, 30 faj
  - nyílfarkú réce (Anas acuta)
  - Kerguelen-szigeteki nyílfarkúréce (Anas eatoni)
  - déli-georgiai nyílfarkúréce (Anas georgica)
  - Bahama-réce (Anas bahamensis)
  - piroscsőrű réce (Anas erythrorhyncha)
  - bantu réce (Anas capensis)
  - Bernier-réce (Anas bernieri)
  - mauritiusi réce (Anas theodori) – kihalt
  - fehértorkú réce (Anas gibberifrons)
  - szürke réce (Anas gracilis)
  - gesztenyebarna réce (Anas castanea)
  - csörgő réce (Anas crecca)
    - zöldszárnyú réce (Anas crecca caroilensis) alfaj

  - dél-amerikai csörgő réce (Anas flavirostris)
  - maori réce (Anas aucklandica)
  - Campbell-réce (Anas nesiotis)
  - Anas chlorotis, lehet hogy alfaj Anas aucklandica chlorotis
  - afrikai fekete réce (Anas sparsa)
  - sárgacsőrű réce (Anas undulata)
  - madagaszkári réce (Anas melleri)
  - kormos réce (Anas rubripes)
  - floridai réce (Anas fulvigula)
  - mexikói réce (Anas diazi)
  - Mariana-szigeteki réce (Anas oustaleti)
  - laysani réce (Anas laysanensis)
  - hawaii réce (Anas wyvilliana)
  - Fülöp-szigeteki réce (Anas luzonica)
  - szemöldökös réce (Anas superciliosa)
  - tőkés réce vagy vadkacsa (Anas platyrhynchos)
    - házi kacsa (Anas platyrhynchos domestica) alfaj

  - foltoscsőrű réce (Anas poecilorhyncha)

- Marmaronetta (Reichenbach, 1853) – márványos récék, 1 faj
  - márványos réce (Marmaronetta angustirostris)